# Lezioni da Pyongyang: La Corea del Nord vista da un insegnante
Lezioni da Pyongyang: La Corea del Nord vista da un Insegnante (Pyongyang Lessons: North Korea from Inside the Classroom) è un libro biografico del docente della New South Wales University (nel campus dell'Australian Defence Force Academy), in Australia, Stewar Lone.
Nel sua libro Lone racconta il periodo di tempo tra il 2010 e il 2012 in cui ha lavorato come insegnante di inglese presso due scuole superiori di Pyongyang, capitale della Corea del Nord. A causa di un incidente, non potrà tornare in RPDC nel 2013, anche se desidera comunque rientrarci negli anni a seguire.
Il libro è dedicato a Yimei, moglie di origini cinesi dell'autore, e agli studenti di Pyongyang.

## Trama

### Il primo incontro con la Corea
Stewat Lone racconta di essere entrato in contatto con il mondo coreano a Kyoto, Giappone, dove era giunto per studiare storia giapponese contemporanea, qui un suo compagno di studio interessato alla storia della Corea gli presentò un attivista politico coreano, le cui attività politiche si concentravano su una campagna a favore del fratello, detenuto in una prigione sudcoreana; entrambi i fratelli erano stati più volte imprigionati a causa delle loro proteste contro i dittatori che avevano guidato il paese tra gli anni sessanta e la fine degli anni ottanta. L'autore afferma che la prima impressione che ebbe della Corea fu di militarizzazione e repressione ma non a nord bensì nel sud.
Racconta di non aver mai dubitato delle informazioni che mostravano la RPDC come uno Stato repressivo fino a quando non vide in televisione un documentario di viaggio del giornalista britannico Andy Kershaw, stupendosi della facilità con la quale interagiva con le persone del posto. Dieci anni dopo, nel 2006, una sua studentessa si disse desiderosa di fare una ricerca su Cina e Corea del Nord contemporanee e lui le consigliò di visitare quest'ultima, tuttavia l'esercito australiano non permetteva ai cadetti di visitare molti paesi tra cui Israele, alcune zone dell'India e la Corea del Nord; fu così che il professore si offrì di andare al suo posto nel paese.
Nel suo primo viaggio visitò varie mete turistiche nordcoreane tra cui Panmunjom e la Pyongyang Central Gallery, descrivendo la gente del luogo come persone disponibili, incline al riso e nel raccontare barzellette. Narra di essere rimasto impressionato alla vista di un coprisedili con il coniglietto di Playboy in una jeep militare.
Nel 2010 la Korean Australian Friendship Society lo invitò a lavorare come insegnante d'inglese presso due scuole superiori nordcoreane. Lone accettò.

## Persone incontrate da Stewart Lone

### Personale scolastico
Maestro Kim: Maestro d'inglese più anziano delle due scuole presso le quali ha lavorato Lone, nonché il docente con il quale passa più tempo. Uomo sulla quarantina, di altezza media e dalla personalità calma e paziente, ha aiutato a formare alcuni degli insegnanti più giovani. Quando Lone è a Pyongyang viene temporaneamente esentato dalle lezioni, per assisterlo ed occuparsi della stesura di nuovi libri di testo. È un accanito fumatore, motivo per il quale spesso lui e l'autore hanno discusso. Sarà uno dei due insegnanti a raggiungere Lone in Nuova Zelanda dopo il suo incidente. Nel libro è presente una sua foto mentre posa con Lone e Maestro Han.
Manager Kim: Uomo di altezza media dal busto imponente, si occupa delle ammissioni degli studenti e della ricerca delle risorse della scuola. Lone risalta la sua grande personalità: «[...] possiamo dire che è proprio un uomo innamorato della vita! Scherziamo spesso, a volte litighiamo, ma lavoriamo sempre insieme. Quando sono con lui sono certo che stiamo lavorando a qualcosa d'importante, di stimolante, un progetto difficile ma che darà molte soddisfazioni». Viaggia spesso in Cina alla ricerca di aiuto, informazioni e materiale didattico, ha rappresentato la Corea del Nord in varie conferenze in vari paesi, tra cui Francia, Germania e Russia (anche se quest'ultimo viaggio lo aveva passato più per divertimento che per lavoro). Loda spesso la buona cucina, il buon vino e la buona birra di Pyongyang, lamentandosi quando gli standard qualitativi di questi si abbassano. Si complimenta spessocon le donne per la loro bellezza, anche quando queste non sono particolarmente attraenti. Sarebbe dovuto venire in Nuova Zelanda per incontrare nuovamente Lone, tuttavia fu trasferito in un altro dipartimento poco prima della partenza. Ha smesso di fumare, rendendo felice la moglie, nonostante ciò spesso prova nuovamente una sigaretta spegnendola poco dopo disgustato. Viveva con la moglie nello stesso palazzo della famiglia della cameriera Migyong, della quale conosceva il padre, riuscì una sera a farla lavorare nella sala in cui cenava con Lone e Maestro Kim, per il piacere del primo. Per il suo compleanno, Lone gli comprò una bottiglia di Chivas Regal. Come per Migyong, il libro ha capitolo dedicato a lui
Professor Oh: Anziano preside di una delle due scuole in cui lavorano Lone, Maestro Kim e Manager Kim.
Signor Bak: Responsabile del dipartimento d'inglese della scuola del Professor Oh, aspetta ogni mattina l'autore per stringergli la mano. Lone lo descrive come «amabile ma un po' orso». Ha studiato ingegneria e sa suonare musiche celtiche con il flauto.
Signora Kim: Assistente nella scuola del Professor Oh ed amica di Lone, alta, magra, dagli zigomi alti e sempre sorridente, un tempo era una ballerina. Veste spesso elegante tant'è che una volta, mentre indossava un cappotto nero col colletto di pelliccia, Lone la paragonò a una contessa russa mentre in un'altra occasione, indossando un colorato tailleur con gonna, ad una modella francese. Lone, come Migyong e tutte le donne conosciute a scuola e nell'albergo, le regalerà una collana comprata in UK.
Signora Kwak: Insegnante d'inglese della scuola del Professor Oh, con la quale, insieme la Signora Song ed escludento Maestro Kim, passa più tempo; donna sulla quarantina, affascinante, intelligente e sempre elegante, sembra più alta di quanto lo sia per via di una certa aria di superiorità che la distingue; ha la fama di essere un'insegnante severa ed esigente, tuttavia Lone sostiene che è molto interessata al benessere degli alunni. È l'insegnante incontrata da Lone che comprende e parla meglio l'inglese, è molto preoccupata per i cambiamenti nella lingua inglese dovuti alle nuove tecnologie, come le abbreviazioni causate da piattaforme come Twitter. Chiama l'autore per nome, mettendolo a disagio, lui la descrive come una specie di giudiziosa sorella maggiore.
Signora Song: Insegnante della scuola del Professor Oh con la quale, assieme la Signora Kwak, escludendo Maestro Kim, Lone passa più tempo. Donna che ha passato i quarant'anni, affascinante, dalla voce sottile e il carattere dolce, a volte diventa triste o ansiosa per i suoi ragazzi. Lone la descrive come una sorella minore che ha bisogno di essere assistita. Chiama i suoi alunni «I miei ragazzi».
Giovane Maestro Kim: Soprannominato così da Lone per distinguerlo da Maestro Kim, è un insegnante d'inglese sulla trentina. Interroga spesso Lone su come essere un miglior insegnante, relazionarsi con gli insegnanti ed aiutare gli alunni con delle difficoltà, al fine di migliorarsi, per la passione che mette nel suo lavoro l'autore lo paragona ad Al Pacino. Si preoccupava in particolar modo di un alunno molto fantasioso che eccelleva nella scrittura di storie in inglese ma faceva molti errori grammaticali, rischiando di non passare l'anno; seguì il consiglio di Lone, dicendo allo studente che doveva fare un piccolo sacrificio, imparando le basi per preservare la sua immaginazione. Sin dal primo incontro ha bombardato l'insegnante straniero con molte domande, tanto che in un primo momento lo aveva irritato. Spesso aspettava Lone nell'ufficio del Signor Bak e seguiva le sue lezioni appuntandosi ciò che diceva su un quadernino, il che faceva molto piacere all'autore. Nel libro è presente una sua foto mentre è impegnato in un friendship meeting con Lone ed un'altra insegnante.
Signor Goh: Amministratore responsabile di entrambe le scuole in cui lavora Lone, alto circa un metro e novanta, dal volto magro e severo, occhiali sfumati e un paio di denti d'oro tanto che l'autore lo descrive come un personaggio ideale come cattivo per un film di James Bond. Uomo interessante, impegnato nell'insegnamento, alla mano, dalla risata facile, convincerà Lone nel cercare di seguire il curriculum ufficiale della scuola. Sarà lui a convincere l'autore ad insegnare anche a una classe di ragazze.

### Studenti
Son: Studente "dal volto angelico" del collage del Professor Oh desideroso di divenire cantante. Lone gli regalerà un flauto irlandese che verrà suonato dal Signor Bak.
Ragazzo problematico: L'unico studente con il quale Lone non è riuscito a relazionarsi, descritto come un ragazzo alto e di buona costituzione che diventava insicuro e disperato quando doveva parlare in inglese, cercando aiuto nel suo compagno di banco. Quando il professore faceva una domanda generale a tutta la classe lui sembrava pensare altro, nonostante ciò riusciva a cavarsela nei temi scritti, compreso un test.
Ragazzo che farfugliava: Studente di Lone, Maestro Kim e Signora Kwak, nel periodo compreso tra novembre e dicembre del 2011 non faceva altro che tossire e farfugliare, tanto da far preoccupare Lone per la sua salute. Giunto il momento del test farfugliò che non era preparato. I suoi insegnanti prepararono delle ore pomeridiane per lui e per tutti coloro che non erano stati interrogati durante la mattinata mentre lui, non presentandosi volontariamente, fu prelevato dalla Signora Kwak. Nessuno degli insegnanti punì il suo comportamento e, dopo aver svolto il test, si comporto in maniera normale, divenendo uno degli studenti più bravi di Lone.
Ragazzo energico: Descritto come un ragazzo gentile e talmente bello che Lone chiese il permesso di postare una sua foto in un sito giapponese in modo tale che le studentesse nipponiche, vedendolo, avrebbero sicuramente fatto pressione affinché il governo giapponese si riavvicinasse alla Corea del Nord. Amante delle sfide, corresse Lone quando il professore definì la Guerra di Corea un conflitto civile, affermando:
(Stewart Lone, Lezioni da Pyongyang: La Corea del Nord vista da un insegnante)
Tiger Killer: Ragazzo proveniente da una delle provincie settentrionali del paese descritto da Lone come un ragazzo più basso della media, dal viso perfettamente tondo, con occhi piccoli vivaci che brillavano d'intelligenza e un sorriso largo; era inoltre dotato di un accento inglese perfetto. Lo prese in esempio per spiegare la massima di Nietzche «Quello che non mi uccide, mi fortifica», facendo capire alla classe che se avesse affrontato una tigre e fosse sopravvissuto, niente lo avrebbe più spaventato e tale esperienza lo avrebbe reso più forte; il ragazzo affermò che personalmente avrebbe affrontato la tigre. Il giorno seguente, l'insegnante inventò la notizia secondo la quale le tigri dello zoo di Pyongyang erano sparite, chiese al ragazzo se fosse responsabile della loro scomparsa e, dopo avergli chiesto se le avesse uccise, il ragazzo rispose:
(Stewart Lone, Lezioni da Pyongyang: La Corea del Nord vista da un insegnante)
Tale risposta soddisfò Lone, ricordandosi che in uno dei libri di testo vi era un capitolo dedicato ai diritti degli animali. Da allora l'autore (e poi anche i compagni del ragazzo) lo soprannominò "Tiger Killer". A lui, come Migyong e Manager Kim, è dedicato un intero capitolo.

### Altre persone
Signora Pak: L'autore la descrive come la più socievole delle tre cameriere del baretto del Chognyong Hotel. Si è diplomata nella scuola di Maestro Kim e parla inglese solo a livello scolastico. Nel libro è presente una sua foto mentre lavora nel baretto.
Huiran: Massaggiatrice del Chognyong Hotel, descritta come una donna minuta, sul metro e cinquanta, sui trentacinque anni. Non parla molto bene l'inglese, quando notava che Lone non capiva quello che diceva gli chiedeva «Mullayo?» (Non capisci?). Prima di lavorare per l'hotel aveva militato come terapista presso un ospedale di Pyongyang. Ha una collega che soffre di bronchite acuta.
Migyong: Cameriera della Room-4, sala ristorante per gli ospiti non coreani (soprattutto uomini d'affari cinesi) del Chognyong Hotel. Si tratta di una ragazza di oltre trent'anni, di media altezza, magra, dalla capigliatura che ricorda Lone l'attrice statunitense Sally Field e dalle sembianze che la fanno sembrare più giovane della sua età; paziente, generosa e premurosa, come le altre cameriere della Room-4 parla fluentemente il cinese. Al contrario della maggior parte dei camerieri negli alberghi incontrati da Lone in Giappone e in Corea del Nord (anche se i secondi sono più socievoli anche nei confronti dei clienti non abituali dei primi) non si è lasciata scoraggiare dal fatto che fosse straniero e non conoscesse quindi il coreano, impegnandosi ad eliminare le barriere comunicative, raffinando il (poco) coreano parlato dall'autore. Venne in soccorso a Lone quando questi si sentì male, rigurgitando il cibo del ristorante, portandogli anche medicinali coreani a base di erbe e una borsa dell'acqua calda per la notte; da quel momento si prese cura di lui non più come ospite dell'albergo ma come sua responsabilità, quando lui le fece notare che si sentiva un "nonnetto", da quanto si preoccupava per lui, lei gli rispose «No, nonno no, solo papà». Un giorno mostrò a Lone la foto del suo diciottesimo compleanno che la ritraeva assieme ai suoi genitori, padre alto e affascinante, madre molto bella; quel giorno aveva recitato e ballato, all'epoca era una ballerina, in una rappresentazione dell'Arirang, la storia romantica più famosa di Corea, alla quale assistette Kim Jong-il in persona il quale, sia per l'ottima interpretazione che per il suo compleanno, le regalò un abito elegante (il cui pacco era presente nella foto). Per ringraziarla del trattamento, l'autore regalò, come alla Signora Kim e tutte le donne conosciute a scuola e nell'albergo, Migyong una collana comprata in Regno Unito (nonostante le sue proteste), quando gli chiese se fosse d'oro, dispiaciuto di non esserne sicuro, gliene riportò una la cui purezza era certa, nonostante lei ripetesse di aver fatto solo il suo lavoro. Si sposerà con un collega e si ritirerà per prepararsi alla vita di casalinga e madre. Aveva vissuto con la famiglia nello stesso palazzo di Manager Kim, conoscente del padre, il quale una sera era riuscito a assicurarsela come cameriera nella sala in cui cenava assieme Lone e Maestro Kim, nonostante cenassero nella sala degli ospiti coreani, per il piacere del primo. A lei, come per Manager Kim, è dedicato un intero capitolo del libro.
(Stewart Lone, Lezioni da Pyongyang: La Corea del Nord vista da un insegnante)
Sarta dell'hotel: Sarta del Chognyong Hotel che confezionò due gilet a Lone. L'autore la descrive come una bella donna matura molto professionale che rideva in modo garbato.
Guida del Mangyongdae Park: Guida sulla ventina assegnata a Lone in due delle volte nelle quali l'autore ha visitato la casa natia di Kim Il-sung, parla in inglese con un accento russo, lingua che aveva studiato a livello scolastico.

### Persone incontrate fuori da Pyongyang
Koichi: Giornalista di una grande testata giornalistica giapponese e vecchio amico di Lone, giunto a Pechino come corrispondente della sua testata al Foreign Correspondents Club of China, dove l'autore avrebbe parlato della sua esperienza a Pyongyang. Accompagna Lone al James Joyce Bar, ove avrebbe avuto luogo la conferenza.